# 카이풀리사우루스

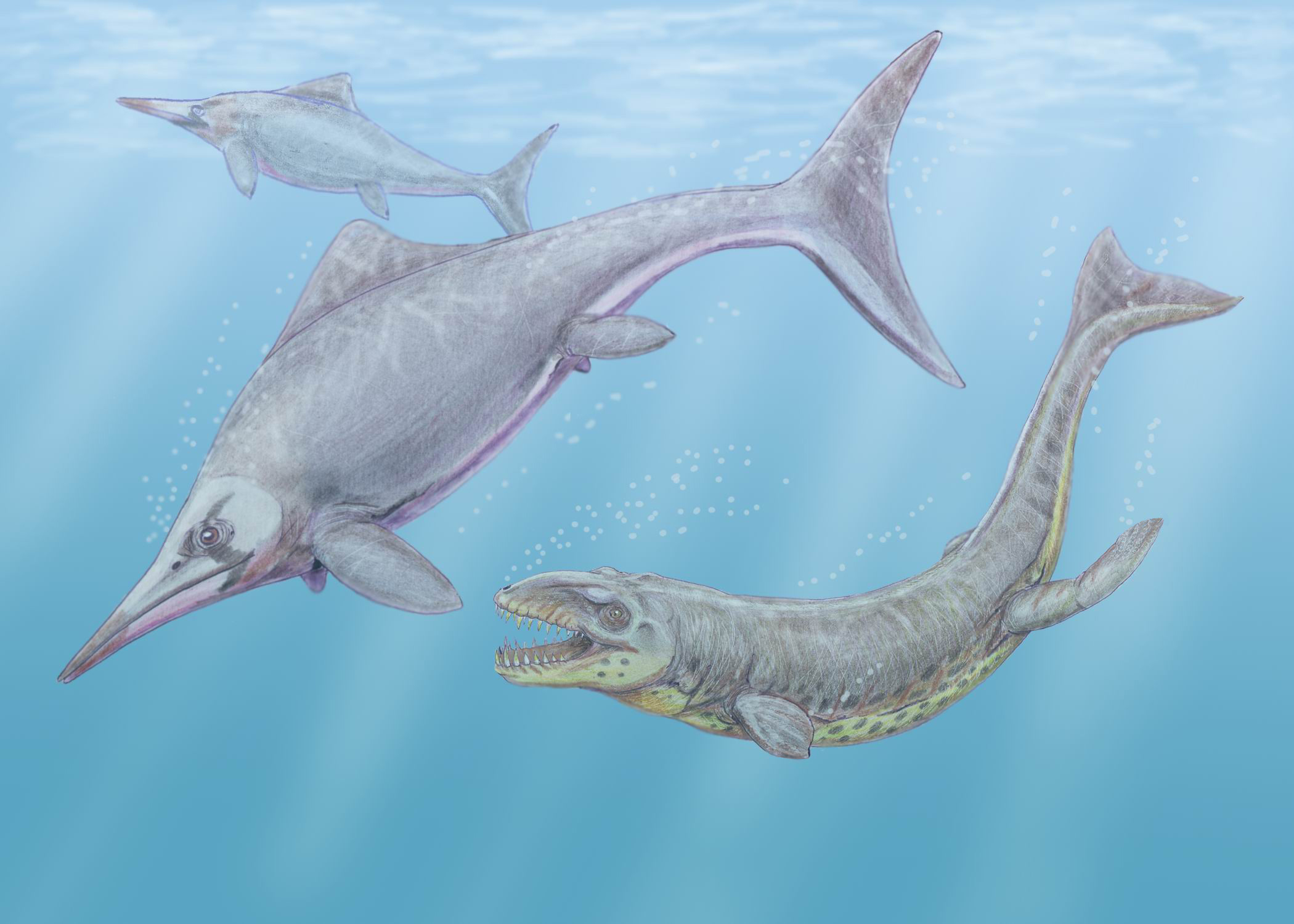

카이풀리사우루스(학명:Caypullisaurus bonapartei)는 어룡목 안공룡과에 속하는 어룡이다. 지금은 멸종된 종으로서 전체적인 몸길이가 4~7m인 거대한 어룡에 속한다.

## 특징
카이풀리사우루스(Caypullisaurus)는 아르헨티나의 후기 쥐라기부터 초기 백악기(Tithonian 및 Berriasian 단계)까지 큰 오리너구리 안구공룡의 멸종된 한 속이다. 홀로타입은 뉴켄의 세로 로테나(Cerro Lotena)의 바카 무에르타 포메이션에서 약 1억 5천만년전에 후기 쥐라기(Late Jurasis)의 티토니아 초기 단계에 이르기까지 수집되었다. 카이풀리사우루스는 1997년에 마르타 페르난데스(Marta Fernández)에 의해 처음 명명되었으며 종류는 카이풀리사우루스 보나파르테이다. 안과공룡과에 속하며 플라티프테리기우스와 브라키프테리우스와 밀접한 관련이 있다. 2012년에 카이풀리사우루스는 아타바스카사우루스와 '플라티프테리기우스' 오스트랄리스와 가장 밀접하게 연관되어 있으며 아군족 플라티프테리기아과에 둥지를 튼 것으로 밝혀졌다. 양턱에는 삼각형 톱니 모양의 이빨을 가지고 있으며 주둥이가 매우 길게 확장되어 있다. 또한 확장된 두개골과 골반을 가지고 있으며 다리가 진화하여 형성된 지느러미들 중에서 가슴지느러미와 꼬리지느러미가 특히 매우 큰 것이 특징이다. 먹이로는 당대에 서식했던 물고기, 두족류, 갑각류를 먹고 살았을 육식성의 포식자로 추정되는 종이다.

## 생존시기와 서식지와 화석의 발견
카이풀리사우루스가 생존했던 시기는 중생대의 쥐라기 후기와 백악기 초기로서 지금으로부터 1억 6500만년전~1억 2000만년전에 생존했던 종이다. 생존했던 시기에는 남아메리카를 중심으로 하는 남동부 태평양과 남서부 대서양에서 주로 서식했던 어룡이다. 화석의 발견은 1997년에 남아메리카의 쥐라기에 형성된 지층에서 남아메리카의 고생물학자들에 의하여 처음으로 발견되어 새롭게 명명된 종이다.

## 같이 보기
- 파충류
- 중생대
- 쥐라기
- 어룡
- 화석